# Lingua comanche
La lingua comanche è una lingua uto-azteca parlata negli Stati Uniti d'America, nell'Oklahoma occidentale.

## Distribuzione geografica
La lingua comanche è considerata una lingua in via d'estinzione, parlata da un numero sempre più ridotto di persone. Nel 2007 si contavano 100 locutori.

## Classificazione
Secondo Ethnologue, la classificazione della lingua comanche è la seguente:
- Lingue uto-azteche
  - Lingue uto-azteche settentrionali
    - Lingue numiche
      - Lingue numiche centrali
        - Lingua comanche

## Sistema di scrittura
Per la scrittura viene utilizzato l'alfabeto latino.